# Thomas Agyepong
Kas Thomas Agyepong (* 10. Oktober 1996 in Accra) ist ein ghanaischer Fußballspieler, der bei Manchester City unter Vertrag steht.

## Karriere

### Verein
Thomas Agyepong wurde im Jahr 1996 in der ghanaischen Hauptstadt Accra geboren. Im Jahr 2015 wechselte er von der Right to Dream Academy aus Ghana in die U-21-Mannschaft von Manchester City aus England. Bereits kurze Zeit später wurde Agyepong zum FC Twente Enschede in die niederländische Eredivisie verliehen. Nach seinem Profidebüt gegen AZ Alkmaar am 8. Spieltag, absolvierte er im weiteren Saisonverlauf dreizehn weitere Einsätze und erzielte ein Tor gegen den FC Utrecht. Nach einer Verletzung im März 2016 kam er zu keinem weiteren Einsatz. In den folgenden beiden Spielzeiten war der Ghanaer Leihweise beim niederländischen Zweitligisten NAC Breda aktiv. In der ersten Saison gelang der Aufstieg in die 1. Liga. Im August 2018 wurde er für eine Saison an den schottischen Erstligisten Hibernian Edinburgh verliehen. seit 2019 spielt Agyepong auf Leihbasis bei belgischen Vereinen.

### Nationalmannschaft
Thomas Agyepong debütierte am 11. Juni 2017 in der ghanaischen Nationalmannschaft während des Qualifikationsspiels für den Afrika-Cup 2019 gegen Äthiopien. Beim 5:0-Sieg im Baba-Yara-Stadion von Kumasi stand Agyepong in der Startelf.